# Archie Goodwin (cestista)
Archie Lee Goodwin (Little Rock, 17 agosto 1994) è un cestista statunitense.

## Carriera
Dopo una sola stagione in NCAA con i Kentucky Wildcats chiusa con 14 punti di media in quasi 32 minuti di utilizzo, si dichiara per il Draft NBA 2013. Viene scelto alla penultima chiamata del primo giro (la 29ª assoluta) dagli Oklahoma City Thunder e subito ceduto ai Phoenix Suns.

### NBA (2013-2017)

#### Il triennio ai Phoenix Suns (2013-2016)
Debuttò in NBA con i Suns il 31 ottobre 2013 contro i Portland Trail Blazers.
Dopo aver giocato solo 93 partite nei primi 2 anni (52 il primo e 41 il secondo), il terzo anno giocò 57 partite di cui 13 da titolare (mai era partito da titolare il primo anno, mentre il secondo solo 2 volte ci riuscì), nel terzo anno migliorò tutte le sue statistiche individuali, tra cui la media punti (8,9), rimbalzi (2,5), assist (2,1), palle rubate (0,5) e stoppate (0,2).
Tuttavia il 25 ottobre 2016, pochissimi giorni prima dell'inizio della stagione 2016-2017 viene sorprendentemente tagliato dalla franchigia dell'Arizona. Questa decisione spiazzò tutti gli appassionati di NBA negli Stati Uniti.

#### Parentesi ai New Orleans Pelicans (2016)
Il 5 novembre 2016 nella partita giocata proprio dai Phoenix Suns contro i New Orleans Pelicans, la guardia della franchigia della Louisiana Lance Stephenson subì un grave infortunio all'inguine che lo costrinse a operarsi e a rimanere in infermeria fino a Gennaio. Allora i Pelicans decisero di tagliare Stephenson l'8 Novembre e di firmare da free agent (sempre nello stesso giorno) Archie Goodwin.
Con la franchigia della Louisiana Goodwin firmò un contratto biennale a 2.025.770 milioni di dollari.
Tuttavia, dopo tre partite disputate, il 21 novembre 2016 venne svincolato dai Pelicans.

#### Parentesi in D-League (2016-2017)
Il 1º dicembre 2016 firmò con i Greensboro Swarm in D-League. Con gli Swarm tenne di media 17 punti a partite in 34 partite disputate.

#### Brooklyn Nets (2017)
Il 16 marzo 2017 firmò un contratto di 10 giorni con i Brooklyn Nets, tornando così a militare dopo quattro mesi in una franchigia NBA. Il 26 Marzo rinnovò con i Nets per altri 10 giorni. Il 4 Aprile firmò un contratto garantito fino al termine della stagione e non garantito per la successiva con la franchigia di Brooklyn. Il giorno successivo segnò 14 punti nella gara vinta in trasferta dai Nets contro i Philadelphia 76ers per 141-118.
Venne tagliato dai Nets il 29 luglio 2017.

### Portland Trail Blazers e ritorno in G-League (2017-2018)
L'8 settembre 2017 firmò un contratto non garantito con i Portland Trail Blazers. Il 14 ottobre 2017, dopo 5 partite di pre-season, venne tagliato dalla franchigia dell'Oregon. Il 13 dicembre 2017, dopo 2 mesi da free agent, tornò a giocare nei Greensboro Swarm in G-League.

## Statistiche NBA

### Regular season
| Stagione | Squadra       | PG  | PI | MPG  | FG%  | 3P%  | FT%  | RPG | APG | SPG | BPG | PPG |
| -------- | ------------- | --- | -- | ---- | ---- | ---- | ---- | --- | --- | --- | --- | --- |
| 2013-14  | Phoenix Suns  | 52  | 0  | 10,3 | 45,5 | 13,9 | 67,3 | 1,7 | 0,4 | 0,4 | 0,2 | 3,7 |
| 2014-15  | Phoenix Suns  | 41  | 2  | 13,0 | 39,3 | 29,3 | 73,5 | 1,8 | 1,1 | 0,4 | 0,2 | 5,6 |
| 2015-16  | Phoenix Suns  | 57  | 13 | 19,5 | 41,7 | 23,2 | 67,4 | 2,5 | 2,1 | 0,5 | 0,2 | 8,9 |
| 2016-17  | N.O. Pelicans | 3   | 0  | 10,0 | 40,0 | 50,0 | 100  | 0,0 | 0,3 | 0,0 | 0,3 | 5,0 |
| 2016-17  | Brooklyn Nets | 12  | 0  | 15,3 | 55,7 | 30,8 | 71,9 | 2,3 | 1,9 | 0,3 | 0,3 | 7,9 |
| Carriera | Carriera      | 165 | 15 | 14,5 | 42,9 | 23,6 | 70,0 | 2,0 | 1,2 | 0,4 | 0,2 | 6,3 |

## Palmarès
- McDonald's All-American Game (2012)